# كاستلنوفو بارانو
كاستيلنوفو بارانو بلدية تقع في مقاطعة فروزينوني في منطقة لتسية الإيطالية، وتبعد حوالي 120 كيلومترًا (75 ميلًا) جنوب شرق روما وحوالي 45 كيلومترًا (28 ميلًا) جنوب شرق فروزينوني.
يعود أصلها إلى قلعة بناها رئيس فكتور الثالث في عام 1059، وتعرضت المنطقة لأضرار بالغة خلال الحرب العالمية الثانية بسبب موقعها عبر خط غوستاف وهاجر الكثير من سكانها بعد انتهاء الحرب.